# Kinni (Sevanagar), Basavakalyan
Kinni (Sevanagar) là một làng thuộc tehsil Basavakalyan, huyện Bidar, bang Karnataka, Ấn Độ.